# Верхньодніпровський район
Верхньодніпро́вський райо́н — колишній район в північно-західній частині Дніпропетровської області України, був розташований на правому березі Дніпра. Адміністративний центр — місто Верхньодніпровськ. Населення на 1 лютого 2012 року становило 54 185 осіб.

## Географія
Верхньодніпровський район був розташований на півночі Дніпропетровської області України. Межував з П'ятихатським, Криничанським, Петриківським районами і Вільногірською міською радою, Кобеляцьким районом Полтавської області та Онуфріївським районом Кіровоградської області.
Територія району — 128,6 тисяч га.

## Історія
Центром повіту Верхньодніпровськ був аж до 1923 року, коли Постановою Президії Всеукраїнського Центрального Виконавчого Комітету від 7 березня 1923 року «Про адміністративно-територіальний поділ Катеринославщини» на базі повіту створено Верхньодніпровський район з центром в м. Верхньодніпровську та у складі волостей:
- Богодарівської
- Бородаївської
- Вільно-Хутірська волость
- Миколаївської
- Ново-Григорівської
- Пушкарівської.

## Адміністративно-територіальний поділ
Район адміністративно-територіально поділяється на 2 міські ради, 2 селищні ради та 11 сільських рад, які об'єднують 69 населених пунктів та підпорядковані Верхньодніпровській районній раді. Адміністративний центр — місто Верхньодніпровськ.

### Найбільші населені пункти
| №  | Населений пункт   | Населення, осіб (2001) |
| -- | ----------------- | ---------------------- |
| 1  | Верхньодніпровськ | 16 680                 |
| 2  | Верхівцеве        | 10 134                 |
| 3  | Дніпровське       | 5 809                  |
| 4  | Новомиколаївка    | 3 985                  |
| 5  | Пушкарівка        | 3 443                  |
| 6  | Мишурин Ріг       | 1 945                  |
| 7  | Соколівка         | 943                    |
| 8  | Бородаївка        | 938                    |
| 9  | Боровківка        | 877                    |
| 10 | Дніпровокам'янка  | 589                    |
| 11 | Ганнівка          | 587                    |

## Населення
Розподіл населення за віком та статтю (2001)
| Стать | Всього | До 15 років | 15-24 | 25-44 | 45-64 | 65-85 | Понад 85 |
| --- | ------ | ----------- | ----- | ----- | ----- | ----- | -------- |
| Чоловіки | 26 040 | 4848        | 3898  | 7372  | 6704  | 3066  | 152      |
| Жінки | 30 889 | 4522        | 3537  | 7761  | 8309  | 6061  | 699      |
| \| Статево-вікова піраміда \| Статево-вікова піраміда \| Статево-вікова піраміда \| \| ----------------------- \| ----------------------- \| ----------------------- \| \| Чоловіки \| Вік \| Жінки \| \| 152 \| 85 + \| 699 \| \| 225 \| 80-84 \| 805 \| \| 642 \| 75-79 \| 1701 \| \| 1120 \| 70-74 \| 2008 \| \| 1079 \| 65-69 \| 1547 \| \| 2080 \| 60-64 \| 2827 \| \| 1087 \| 55-59 \| 1478 \| \| 1726 \| 50-54 \| 1924 \| \| 1811 \| 45-49 \| 2080 \| \| 2102 \| 40-44 \| 2236 \| \| 1859 \| 35-39 \| 2003 \| \| 1640 \| 30-34 \| 1729 \| \| 1771 \| 25-29 \| 1793 \| \| 1800 \| 20-24 \| 1672 \| \| 2098 \| 15-20 \| 1865 \| \| 2161 \| 10-14 \| 2031 \| \| 1530 \| 5-9 \| 1431 \| \| 1157 \| 0-4 \| 1060 \| |        |             |       |       |       |       |          |
| Статево-вікова піраміда |        |             |       |       |       |       |          |
| Чоловіки | Вік    | Жінки       |       |       |       |       |          |
| 152 | 85 +   | 699         |       |       |       |       |          |
| 225 | 80-84  | 805         |       |       |       |       |          |
| 642 | 75-79  | 1701        |       |       |       |       |          |
| 1120 | 70-74  | 2008        |       |       |       |       |          |
| 1079 | 65-69  | 1547        |       |       |       |       |          |
| 2080 | 60-64  | 2827        |       |       |       |       |          |
| 1087 | 55-59  | 1478        |       |       |       |       |          |
| 1726 | 50-54  | 1924        |       |       |       |       |          |
| 1811 | 45-49  | 2080        |       |       |       |       |          |
| 2102 | 40-44  | 2236        |       |       |       |       |          |
| 1859 | 35-39  | 2003        |       |       |       |       |          |
| 1640 | 30-34  | 1729        |       |       |       |       |          |
| 1771 | 25-29  | 1793        |       |       |       |       |          |
| 1800 | 20-24  | 1672        |       |       |       |       |          |
| 2098 | 15-20  | 1865        |       |       |       |       |          |
| 2161 | 10-14  | 2031        |       |       |       |       |          |
| 1530 | 5-9    | 1431        |       |       |       |       |          |
| 1157 | 0-4    | 1060        |       |       |       |       |          |

За переписом 2001 року розподіл мешканців району (включно з райцентром) за рідною мовою був наступним:
- українська — 89,98 %
- російська — 9,20 %
- білоруська — 0,24 %
- вірменська — 0,12 %
- молдовська — 0,15 %
- циганська — 0,14 %

На 1 лютого 2011 — 54,4 тисяч осіб.
Станом на січень 2015 року кількість мешканців району становила 53 432 осіб, з них міського населення — 36 522, сільського — 16 910 осіб.

## Економіка
Теперішній Верхньодніпровський район за своєю інфраструктурою є унікальним серед сільських районів області. Тут вдало поєдналися в єдиному комплексі розвинута багатогалузева мережа промислових підприємств та аграрний сектор економіки.
На території району діють 11 промислових підприємств, у тому числі харчової промисловості — 3, машинобудування — 4, легкої промисловості — 2, по одному — будівельних матеріалів, борошномельної та круп'яної промисловості.
Гордістю району є колектив ВАТ «Дніпровський крохмало-патоковий комбінат» — одне з найпотужніших підприємств харчової промисловості України, який своєю продукцією забезпечує виробництво практично всіх вітчизняних кондитерських фабрик.
У 2000 році обсяг виробництва промислової продукції збільшився на 23,8% до 1999 року.
Поліпшили показники підприємства машинобудівної галузі — ВАТ «Верхньодніпровський машинобудівний завод» та ВАТ «Верхньодніпровський авторемзавод». Також поліпшує виробничі показники АК «Версант».
Своїми досягненнями промисловий комплекс району завдячує харчовій та переробній промисловості (88% у загальному обсязі промислового виробництва), а та, у свою чергу, її основному підприємству — ВАТ «Дніпровський крохмале-патоковий комбінат», яке збільшило своє виробництво на 23%. Десять промислових підприємств з одинадцяти виробляють товари народного споживання. У районі створено 68 фермерських господарств.

## Транспорт
З точки зору автошляхів район має один транспортний коридор, автошлях Н08 (Київ — Бориспіль — Кременчук — Дніпро — Запоріжжя — Маріуполь) та регіональні Т 0415, Т 0423, Т 0429 та Т 0437.
У залізничному відношенні розташований великий залізничний вузол станція Верхівцеве, яка здійснює як пасажирське перевезення, але більше виконує промислові функції на лінії Придніпров'я/Кривбас — Донбас/Приазов'я. Здійснюється перечіпка локомотивів із промислового використання на локомотиви дальнього слідування.
Залізнична станція: Дніпровська.
Зупинні пункти: 125 км, 128 км, Гранове та Полівський.

## Освіта та культура
З освітніх закладів діють державний аграрний технікум, професійно-технічне училище, 23 середніх загальноосвітніх школи, три навчально-виховних комплекси, школа-дитячий садок, вечірня школа, чотири позашкільних заклади: палац дитячої та юнацької творчості, спортивна школа, будинок піонерів, еколого-натуралістичний центр, двадцять дитячих ясел-садків.
У районі працюють 33 клубних заклади (99 колективів художньої самодіяльності), 30 бібліотек, 2 народних музеї (Народний музей історії Верхньодніпровського району), 9 музеїв на громадських засадах, 3 дитячі музичні школи.

## Охорона здоров'я
До послуг населення 35 медичних закладів, з них 4 лікарні, 7 амбулаторій, 24 фельдшерсько-акушерських пункти.

## Політика
25 травня 2014 року відбулися Президентські вибори України. У межах Верхньодніпровського району була створена 41 виборча дільниця. Явка на виборах складала — 55,45% (проголосували 22 618 із 40 792 виборців). Найбільшу кількість голосів отримав Петро Порошенко — 43,12% (9 752 виборців); Юлія Тимошенко — 10,56% (2 388 виборців), Сергій Тігіпко — 8,90% (2 014 виборців), Олег Ляшко — 8,47% (1 915 виборців), Анатолій Гриценко — 6,90% (1 560 виборців). Решта кандидатів набрали меншу кількість голосів. Кількість недійсних або зіпсованих бюлетенів — 1,97%.